# Ayşegül Günay
Ayşegül Günay  (nacida el 26 de octubre de 1992 en İzmit, Turquía) es una jugadora de baloncesto turca. Con 1.72 metros de estatura, juega en la posición de base.